# Chrapczew
Chrapczew – wieś w Polsce położona w województwie wielkopolskim, w powiecie tureckim, w gminie Dobra.